# Naoko Matsui

Naoko Matsui (松井 菜桜子, Matsui Naoko), née Naoko Ogawa (小川 菜桜子, Ogawa Naoko), est une seiyū japonaise née le 4 avril 1961 à Hakodate au Japon.

## Source de la traduction
- (en) Cet article est partiellement ou en totalité issu de l’article de Wikipédia en anglais intitulé « Naoko Matsui » (voir la liste des auteurs).